# 拜尔瓦尔德久洛
拜尔瓦尔德久洛，是匈牙利巴兰尼亚州所辖的一个村。总面积17.23平方公里，总人口417，人口密度24.2人/平方公里（2011年1月1日）。